# École de football Yéo Martial
L'École de football Yéo Martial (ÉFYM) est un club de football d'Akouédo, en Côte d'Ivoire. Il joue ses matchs au Nouveau Camp Militaire d'Akouédo.
Il a été créé en 1997 par Yéo Martial, ancien sélectionneur de l'équipe de Côte d'Ivoire. Le club évolue actuellement en Ligue 2 Ivoirienne.